# İmamyar Həsənov
İmamyar Həsənov (İmamyar Fikrət oğlu Həsənov; * 7. November 1975 in Mərdəkan, Aserbaidschanische Sozialistische Sowjetrepublik) ist ein US-amerikanisch-aserbaidschanischer Kamantschespieler.

## Leben und Karriere
Həsənov begann seine musikalische Ausbildung bereits im Kindesalter. Er absolvierte sein Studium an der Musikakademie Baku und wurde später Solist des Staatlichen Orchesters für Volksinstrumente Aserbaidschans. Imamyar Həsənov arbeitete mit internationalen Musikern zusammen, darunter mit dem iranischen Setar-Spieler Hamid Motebassem und dem Perkussionisten Pejman Hadadi. Ihr Album From Shiraz to Baku spiegelt die musikalische Verbindung zwischen Aserbaidschan und dem Iran wider. Həsənovs Musik orientiert sich am traditionellen aserbaidschanischen Mugham und verbindet ihn mit zeitgenössischen Elementen, wodurch seine Musik sowohl für traditionelle als auch für zeitgenössische Hörer zugänglich macht. Həsənov ist bekannt für seine ausgeprägten Improvisationen während Live-Konzerten. Aufnahmen Həsənovs sind in der Library of Congress archiviert.

## Diskografie (Auswahl)
- 2008: Love’s Deepest Calling[2]
- 2010: Karabakh Memories
- 2012: From Shiraz to Baku